# 劉晏
劉晏（716年—780年），字士安，曹州南华（今山东东明）人，历仕唐玄宗、唐肃宗、唐代宗、唐德宗四朝。代宗朝主管全国财政，德宗朝被赐死，后追赠郑州刺史，又加司徒。

## 生平
父亲是南华县丞。劉晏幼年以神童著称，开元十三年（725年），唐玄宗封禅泰山，刘晏上《东封书》。玄宗大喜，使中书令张说测试他，竟对答如流。玄宗把他带回长安，官拜秘书省正字，玄宗曾經消遣過劉晏：「正字官，究竟校正了幾個字呢？」劉晏回應：「天下每一個字我都能校正，只有一個『朋』字，我校正不得。」影射朝廷朋黨勢力龐大。后来《三字经》以「唐刘晏，方七岁，举神童，作正字」说明刘晏的事蹟。刘晏成年後，先后担任夏县县令、温县县令。
安史之乱爆发後，刘晏先是投靠永王李璘的幕府，永王谋反，刘晏投奔唐肃宗，唐肃宗任命刘晏为户部度支郎中、兼侍御史，之后历任彭原（宁州，今甘肃宁县）太守、陇州（今陕西陇县）刺史，华州（今陕西华县）刺史，河南尹，京兆尹，户部侍郎，兼度支使、盐铁使、转运使。主持东南财务。
唐代宗时，刘晏任同中书门下平章事、吏部尚书、户部尚书，继续兼任盐铁转运使，和韩滉分管天下财政。刘晏疏通大运河，改善漕运，整顿盐务，控制货币，以常平法平抑物价，“官获其利，而民不乏盐”，使唐朝在安史之乱后能够恢复，大历年间天下财政收入为1200万贯，而盐利占其大半，唐朝也依赖东南经济又支撑了100多年。刘晏累加官至左仆射，但他为官俭朴，家中只有杂书两乘、米麦数斛。唐代宗称赞他：“卿，朕之酂侯（萧何）也！”
唐德宗即位後，以杨炎为宰相（同中书门下平章事），杨炎与刘晏有矛盾，诬陷刘晏在代宗时密谋拥立独孤贵妃的儿子韩王李迥为太子，废黜当时是太子的德宗李适。虽经宰相崔祐甫、崔宁说情，唐德宗还是於建中元年（780年）借故将刘晏贬为忠州（今重庆忠县）刺史，当年七月，刘晏被赐死，死後家中“惟有雜書兩乘，米麥數斛”，家属徙岭表。淄青节度使李正己为刘晏之死上疏鸣不平。兴元初年（784年），唐德宗许刘晏遗体归葬。贞元五年（789年），追赠刘晏郑州刺史，又加司徒。

## 家庭
妻子李氏，出身陇西李氏恒山王房，怀州刺史赠太子詹事李玭之女，尚书左丞李廙妹
- 刘執經，字長儒，吏部郎中
  - 刘璨，字景光，大理評事、嶺南節度判官
    - 刘審己，華州文學
    - 刘讜，字直哉

  - 刘瑀，字景溫，澤州刺史
    - 刘彥，盧氏尉

  - 刘璫，字景潤，楚州參軍
  - 刘琢，字景真
    - 刘坤
    - 刘坰，松陽令

  - 刘和，字時中，汝州司士參軍
  - 刘珂，字景儀，夏尉
    - 刘誥，字坦然，普安令
    - 刘詠，澤州錄事參軍
    - 刘韶，新寧令
- 刘宗經，字仲儒，國子祭酒
  - 刘倚，字正卿，監察御史
    - 刘權，平輿令

  - 刘文簡，洛陽丞
  - 刘侃，虢州長史、左贊善大夫
    - 刘好古，字彥純，宋州司士參軍
      - 刘車子
      - 刘季隨

    - 刘好問，字彥博，無錫丞
    - 刘好學，字彥深，蘇州功曹參軍

  - 刘伉，藍田令
    - 刘挺，○水令
    - 刘軒，登拔萃科，終河南尉。妻孟潼，壽州刺史孟玨女[5]
    - 刘輜

  - 刘儼，龍丘令
    - 刘承嗣
- 女儿，国子司业严士元妻（728—792）[6][7]
- 女儿，礼部侍郎潘炎妻[8]

## 評價
安史之乱以后，唐朝经济遭到严重破坏，漕運的破壞導致关中地区粮荒，“人烟断绝，千里萧条”，“太仓空虚，鼠雀犹饿”。劉晏“为人勤力，事无闲剧，必一日中决之”，努力讓漕运畅通无阻，“岁转粟百一十万石”，“诸州米尝储三百万斛”。史稱：“安史之乱，天下户口十亡八九，所在宿重兵，其费不资，皆倚办于晏，晏有精力，多机智，变通有无，曲尽其妙”。劉晏死後，其影響力仍在，《旧唐书·刘晏传》说：“晏没后二十余年，韩洄、元秀、裴腆、包佶、卢徵、李衡，继掌财赋，皆晏故吏。其部吏居数千里之外，奉教令如在目前。”

## 延伸阅读
[在维基数据编辑]
 在维基文库阅读此作者作品
 《舊唐書/卷123》，出自刘昫《舊唐書》
 《新唐書·卷149》，出自《新唐書》